# Lill-Sundstjärnen
Lill-Sundstjärnen är en sjö i Bergs kommun i Jämtland och ingår i Ljungans huvudavrinningsområde. Sjön är 13,5 meter djup, har en yta på 0,135 kvadratkilometer och är belägen 336,8 meter över havet. Sjön avvattnas av vattendraget Älgsjöbäcken.

## Delavrinningsområde
Lill-Sundstjärnen ingår i det delavrinningsområde (697030-144484) som SMHI kallar för Utloppet av Lill-Sundstjärnen. Medelhöjden är 360 meter över havet och ytan är 3,22 kvadratkilometer. Räknas de 4 avrinningsområdena uppströms in blir den ackumulerade arean 17,39 kvadratkilometer. Älgsjöbäcken som avvattnar avrinningsområdet har biflödesordning 4, vilket innebär att vattnet flödar genom totalt 4 vattendrag innan det når havet efter 242 kilometer. Avrinningsområdet består mestadels av skog (72 procent) och sankmarker (23 procent). Avrinningsområdet har 0,13 kvadratkilometer vattenytor vilket ger det en sjöprocent på 4 procent.